# Пак Чон Хі
Пак Чон Хі (кор. 박정희, 朴正熙, Bak Jeonghui, Pak Chŏnghŭi; 14 листопада 1917 — 26 жовтня 1979) — корейський державний і політичний діяч, третій президент Республіки Корея, виконувач обов'язків прем'єр-міністра влітку 1962 року. Відомий як своїми реформами, що дозволили економіці Південної Кореї стати одною з найкращих у світі, так і політичними репресіями.

## Основні відомості
Народився 30 вересня 1917 в Кумі, Північна Кьонсан, в той час Корея перебувала під владою Японії. Його батьками були Пак Сон Бін і Пек Нам Хі, у нього було шестеро старших братів і сестер. Незважаючи на те, що сім'я Пака була незнатного походження, в 1932 році він вступив до престижної вчительської гімназії в місті Тайко (Тегу) і закінчив її в 1937, після чого протягом кількох років викладав в Бункеї (Мунгені).
У молодості був офіцером японської армії, воював проти партизан. Під час служби в армії Пак носив японське ім'я Такакі Масао (яп. 高木 正雄). Після війни був звільнений з армії. Під час Корейської війни 1950—1953 років повернувся до армії, відзначився в боях, отримав звання генерала.
У 1960 році взяв участь у поваленні диктатора Лі Синмана, в 1961 році — у новому військовому перевороті.
2 липня 1961 року очолив Військово-революційний комітет. Спочатку намагався «оздоровити» країну переслідуванням корупціонерів і політичними репресіями, але наштовхнувся на протидію навіть у середовищі власних прихильників. У 1963 році виступив з визнанням своїх помилок, і незабаром після цього переміг на виборах, ставши президентом Південної Кореї, а потім виграв і другі вибори, після чого змінив конституцію, прибравши з неї пункт про обмеження на два президентські терміни і ввів положення про обрання президента парламентом, після чого був обраний на новий термін.
У зовнішній політиці поступово дистанціювався від США і водночас розвивав добросусідські відносини з Японією, традиційним ворогом Кореї. Проголосив політику «опори на власні сили» («чучхесон»). Однак, на відміну від КНДР, де не було ні політичної, ні економічної свободи, в Південній Кореї під час придушення політичної опозиції всіляко заохочувалася економічна ініціатива.
26 жовтня 1979 року Пака вбив голова південнокорейської розвідки Кім Джегю.